# Léa Bello
Pour les articles homonymes, voir Bello (homonymie).
Léa Bello, née le 15 mars 1987 à Arles (France), est une vidéaste, journaliste, docteure en géophysique et vulgarisatrice scientifique française. Elle a présenté la websérie Zeste de science et participé à d'autres émissions de médiation scientifique.

## Biographie
Léa Bello intègre l'École normale supérieure de Lyon et elle est titulaire d'un doctorat en géophysique. En janvier 2015, elle soutient sa thèse en sciences de la Terre, intitulée « Prédiction des structures convectives terrestres », avant de suivre une formation en communication scientifique à l’Institut de la communication et des médias de Grenoble. Elle est titulaire d'un master en communication scientifique.
Fin 2017, le CNRS lance la chaîne YouTube de vulgarisation scientifique Zeste de science, animée par Léa Bello où, sur « un ton décalé, elle présente une recherche en cours ou une récente découverte ». En 2019, elle s'associe avec Sébastien Carassou pour le festival international du film scientifique et leur scénario sur la paléoclimatologie reçoit le prix Science & Vie TV - La Science « en short ».
Elle rejoint ensuite l'équipe de la chaîne YouTube Le Vortex, lancée en mars 2019 et qui porte également sur la vulgarisation scientifique, ; elle y publie notamment avec Manon Bril une vidéo sur les stéréotypes sexistes et l'électroménager. Léa Bello participe à d'autres chaînes scientifiques, comme Avides de recherche, où elle livre une analyse de Netflix, et Balade mentale, sur la vie sous-marine.